# Ellas, inocentes o culpables
Ellas, inocentes o culpables es una telenovela mexicana producida por Antulio Jiménez Pons para TV Azteca.
Protagonizada por Lupita D'Alessio y Luis Uribe, con Iliana Fox, Leonardo García y Jorge Luis Pila como protagonistas juveniles, con la participación antagónica de Jorge Luke. 
Con la salida abrupta de Lupita D'Alessio de la telenovela, el peso protagónico cayó en manos de Iliana Fox y Leonardo García.

## Sinopsis
Amanda es una mujer madura que tiene tres hijos y está casada con Roberto, quien goza de una buena posición económica. Amanda fue víctima de una violación por parte de Sergio, el socio y mejor amigo de su marido. Roberto no cree que Sergio haya abusado de su esposa, lo que provoca que su matrimonio se rompa, pues ella queda muy dolida al pensar que su marido la cree capaz de inventar algo así. Amanda conoce a Ángel de una manera diferente a la de su exmarido, pues este nuevo amor es más tierno y apacible. 
Vicky, la hija mayor de Amanda y Roberto está a punto de casarse con Mario, pero él rompe su compromiso con ella al enterarse del escándalo que se suscita cuando Amanda denuncia a Sergio. Desilusionada, Vicky es consolada por Luis, un doctor de clase media de buenos sentimientos que se enamora de ella. Es entonces cuando Mario se arrepiente de haberla dejado y trata de reconquistarla, pero tal vez ya sea muy tarde.

## Elenco
- Lupita D'Alessio ... Amanda
- Luis Uribe ... Ángel
- Iliana Fox ... Vicky
- Leonardo García ... Mario
- Jorge Luis Pila ... Luis
- Jorge Luke ... Sergio
- Roberto Montiel ... Roberto
- María Rojo ... Martha
- Susana Alexander ... María
- Enrique Novi ... Damián
- Júlio Aldama ... Hilario
- Geraldine Bazán ... Liliana
- Fidel Garriga ... Rogelio
- Gerardo Acuña ... Nicolás
- Loló Navarro ... Eulalia
- Vanessa Villela ... Cristina
- Griselda Contreras ... Mariana
- Ana Graham ... Georgina
- Alejandro Gaytán ... Jorge
- Ramiro Orci ... Benito
- Beatriz Martínez ... Marga
- Wendy de los Cobos ... Cecilia
- Martha Acuña ... Larissa
- Magdalena Cabrera ... Rosa
- Graciela Orozco ... Carmen
- Mauricio Ferrari ... Marcelo
- Enrique Becker ... Matías
- Julián Antuñano ... Diego
- Gianni Constantini ... Saúl
- Sandro Finoglio ... Poncho
- Blas García ... Comandante Cienfuegos
- Enrique Marine ... Ricardo
- Mónica Mendoza ... Janddy
- Eduardo Shilinsky ... Armando
- Miguel Couturier ... Manuel
- Rutilio Torres ... Pepe
- Rocío Verdejo ... Regina
- Elizabeth Cervantes...Fernanda